# Отмель (фильм)
«О́тмель» (англ. The Shallows) — камерный драматический триллер 2016 года режиссёра Жауме Кольет-Серры с Блейк Лайвли в главной роли.
Мировая премьера фильма состоялась 24 июня 2016 года.

## Сюжет
Американка из Галвестона (Техас) Нэнси Адамс приезжает в Мексику на дикий пляж в Нижней Калифорнии, на котором когда-то каталась на сёрфинге её покойная мать. Покатавшись на доске, Нэнси обнаруживает недалеко от берега тушу кита, которую, как вскоре выясняется, ревностно охраняет большая белая акула.
Акула сшибает Нэнси с доски и успевает вцепиться ей в ногу в районе бедра, но девушке удаётся вырваться, и она забирается на тушу мёртвого кита. Сумев с помощью связующего троса приостановить кровотечение, Нэнси понимает, что акула толкает тушу, и она вот-вот перевернется. Она замечает небольшой островок, и во время очередного толчка ныряет в воду и перебирается на него. Вокруг островка растут огненные кораллы, которые не позволяют акуле подплыть ближе. С помощью серёжек Нэнси сцепляет края раны и делает плотную повязку из гидрокостюма, а затем оценивает своё положение — она истекает кровью и у неё вскоре начнётся гангрена, близится вечер и поэтому на пляже никого нет, островок на рассвете с приливом уйдёт под воду, а акула кружит вокруг островка.
Под палящим Солнцем Нэнси засыпает. Она проводит ночь на скале с раненой красноногой чайкой, которая также была ранена акулой. Проснувшись рано утром она замечает на пляже спящего местного алкоголика-мексиканца. Ей удаётся до него докричаться, но тот, не до конца протрезвев, бесцеремонно забирает себе вещи Нэнси, а затем идёт по мелководью, чтобы украсть и доску для серфинга, но в воде его убивает акула. 
Несколько часов спустя на пляж приезжает пара местных парней, с которыми Нэнси каталась на досках накануне, но они слишком поздно понимают происходящее и тоже погибают. Однако у одного из парней был шлем с камерой GoPro, который вскоре прибивает к островку. Нэнси достаёт её и записывает прощальное послание для сестры и отца, а заодно рассказывает свой план: на небольшом расстоянии от неё находится прибрежный буй и, когда на островке уже нельзя будет находиться, девушка, улучив момент, попытается доплыть туда. После этого она швыряет шлем с камерой в сторону берега, а чайку сажает на обломок доски для серфинга, вправив ей крыло.
Нырнув под воду, Нэнси оказывается посреди большого скопления медуз и получает небольшие ожоги, однако медузы защищают её от акулы. Нэнси удаётся доплыть до буя и забраться на него. На буе она находит ящик с сигнальной ракетницей. Вскоре она видит вдалеке танкер, но он слишком далеко, и её сигналы не видны.
Тогда она замечает, что из туши кита растёкся вокруг покровный жир, и, улучив момент, когда акула окажется в его зоне, стреляет из ракетницы и поджигает жир. Акула, озверев от боли, начинает таранить буй и обрывает почти все его якорные цепи. Нэнси падает в воду, пытаясь забраться обратно, она ранит лицо, отрывает последнюю цепь, хватается за неё, и та своей тяжестью тащит девушку на дно, а за ней устремляется акула. Когда Нэнси оказывается возле якоря, ей в последний момент удаётся отклониться в сторону, и акула на полном ходу напарывается на якорные штыри и погибает. Однако девушку подхватывает волна, и она теряет сознание.
Через какое-то время на пляж прибегает мексиканец Карлос, который в начале фильма привёз Нэнси на пляж, — когда Нэнси находилась на буе, сын Карлоса, гоняя мяч вдоль береговой линии, нашёл шлем с камерой (с этой сцены начинается фильм), увидел запись и отнёс камеру домой. Карлос находит на берегу останки тела парня, другу которого принадлежала камера, а в прибрежной кромке находит потерявшую сознание Нэнси, которая скоро приходит в себя.
В финале фильма, спустя год после основных событий картины, выздоровевшая Нэнси приходит на местный пляж с сестрой и отцом, чтобы покататься на досках. Перед тем как они с сестрой войдут в воду, отец говорит Нэнси, что мать гордилась бы ими обеими.

## В ролях
| Актёр         | Роль                 |
| ------------- | -------------------- |
| Блейк Лайвли  | Нэнси Адамс          |
| Оскар Хаэнада | Карлос               |
| Бретт Каллен  | отец                 |
| Седона Ледже  | Хлоя Адамс           |
| Пабло Кальва  | мальчик, сын Карлоса |
| Жанель Бейли  | мама                 |
| Ава Дин       | юная Нэнси Адамс     |
| Челси Муди    | молодая мама         |
| Салли Сигалл  | Салли Стивен Чайка   |

## Производство
Производственный бюджет фильма составил по разным данным от 13 до 17 миллионов долларов. Основные съёмки проходили на территории острова Лорд-Хау, внесённого в список объектов всемирного наследия ЮНЕСКО в Австралии. Рабочее название фильма — In the Deep.

## Отзывы
Фильм получил в целом положительные отзывы кинокритиков. На сайте Rotten Tomatoes рейтинг фильма составляет 78 % на основе 208 рецензии со средней оценкой 6,5 из 10.